# Zaccariniïta
La zaccariniïta és un mineral de la classe dels sulfurs. Rep el seu nom en honor de la Dra. Federica Zaccarini, de la Universitat de Leoben, a Àustria, pel seu treball sobre PGE en cromitites i roques ultrabàsiques.

## Característiques
La zaccariniïta és un arsenur de fórmula química RhNiAs. Va ser aprovada com a espècie vàlida per l'Associació Mineralògica Internacional l'any 2011. Cristal·litza en el sistema tetragonal. La seva duresa a l'escala de Mohs oscil·la entre 3,5 i 4. L'exemplar que va servir per a determinar l'espècie, el que es coneix com a material tipus, es troba conservat al Museu Mineralògic de Leoben (Àustria).

## Formació i jaciments
Va ser descoberta a Loma Peguera, a la localitat de Bonao, a la província de Monseñor Nouel, a la República Dominicana, en forma de grans anèdrics d'entre 1 i 20 μm de grandària, formant intercreixements amb garutiïta, la qual també va ser descoberta en aquest indret. Sol trobar-se associada a altres minerals com l'hexaferro, la cromita o la ja esmentada garutiïta. També ha estat descrita a la granja Mooihoek, a la localitat de Lydenburg de la província de Mpumalanga, a Sud-àfrica.